# II Congresso del Partito Operaio Socialdemocratico Russo
Il II Congresso del Partito Operaio Socialdemocratico Russo (POSDR) si tenne tra Bruxelles e Londra dal 30 luglio al 23 agosto 1903. Durante il suo svolgimento si registrò la scissione tra la corrente bolscevica e quella menscevica.

## I lavori

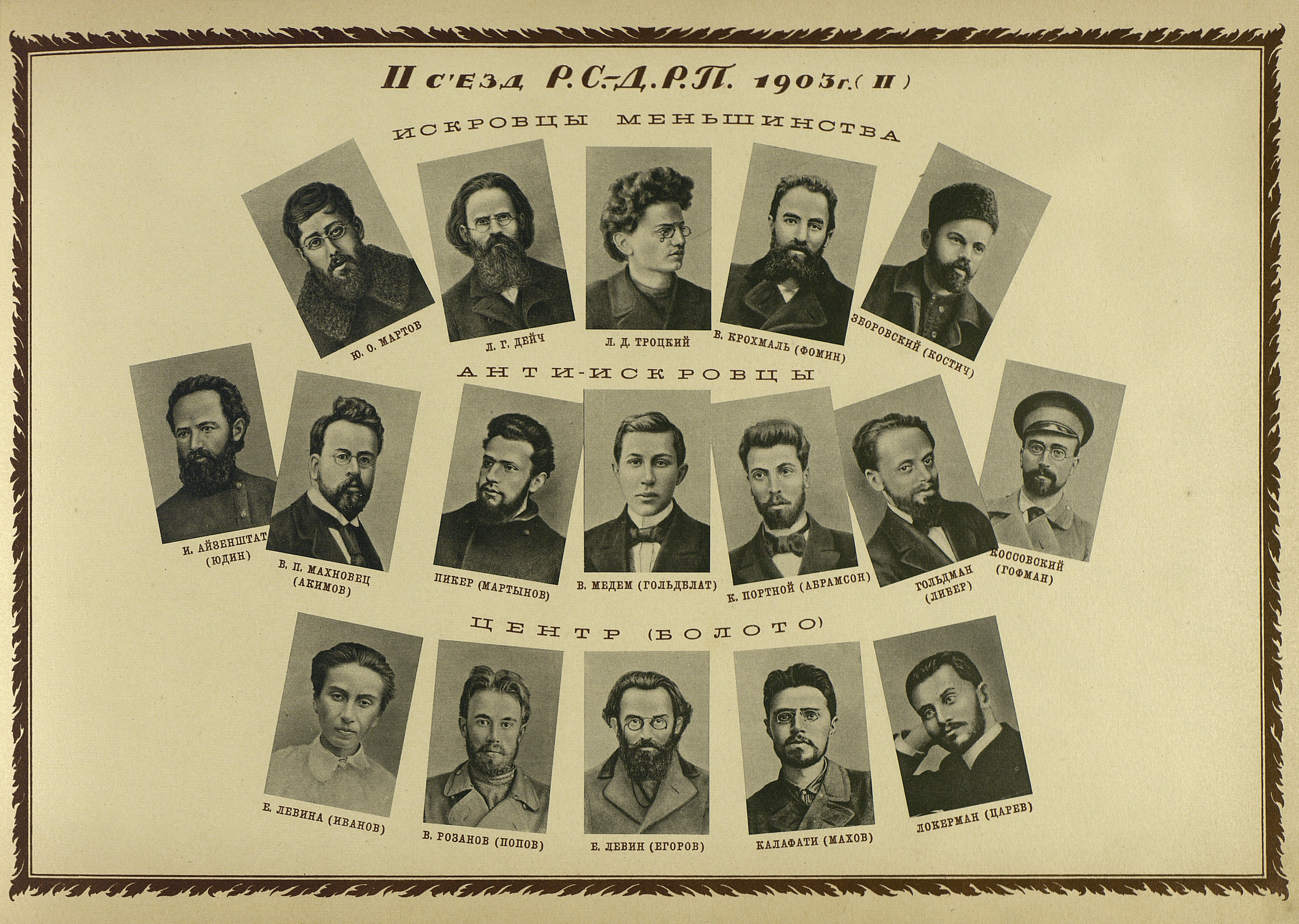
Alcuni dei delegati non leniniani presenti al Congresso

L'assemblea aveva l'obiettivo di dare al partito quella strutturazione che non era stato possibile consolidare dopo il I Congresso, che si era svolto in condizioni del tutto precarie nel 1898.
I lavori si svolsero a Bruxelles fino al 6 agosto, quando i partecipanti furono costretti a lasciare il Belgio su richiesta della locale polizia, e ripresero a Londra l'11 agosto. Al Congresso presenziarono 51 delegati, 33 dei quali sostenevano le posizioni elaborate negli anni precedenti dalla redazione del giornale Iskra, che puntava ad un partito «democraticamente centralizzato, stabile e coeso, fondato su un programma marxista rivoluzionario», in grado di «fornire alla classe operaia in lotta un tipo di direzione che avrebbe assicurato l'egemonia proletaria nella battaglia per la democrazia fino al trionfo del socialismo». Tra i delegati rimanenti si segnalavano cinque aderenti al Bund ebraico e tre economicisti.
I presenti approvarono con voto quasi unanime il Programma del partito: esso prevedeva una variante "massima", con la rivoluzione socialista e l'instaurazione della dittatura del proletariato, e una "minima", che aveva come obiettivo una rivoluzione borghese-democratica che liquidasse la monarchia con la costruzione di una repubblica e l'introduzione del suffragio universale e degli altri diritti democratici.
La discussione in merito all'adozione dello Statuto portò invece ad un profondo scontro interno al gruppo degli "iskristi" che si concluse con la scissione tra i sostenitori delle posizioni di Lenin e quelli di Julij Martov. Lo scontro si concentrò soprattutto sull'articolo 1: mentre la formulazione proposta da Lenin pretendeva dai membri la partecipazione attiva ad una delle organizzazioni del POSDR, quella avanzata da Martov riteneva sufficiente per l'accettazione nel partito il fatto di collaborare con esso, pur senza partecipare direttamente. Le due diverse versioni sottintendevano due differenti idee di partito: una forza d'avanguardia, snella e composta di rivoluzionari di professione per Lenin, un'organizzazione ampia e di massa per Martov. Dopo un dibattito molto acceso l'assemblea approvò l'articolo 1 nella versione di Martov, mentre il resto del testo rifletteva l'idea di Lenin.
La maggioranza che aveva consentito ai sostenitori di Martov di prevalere, per soli sei voti, riguardo al primo articolo dello Statuto fu garantita dall'appoggio del Bund e degli economicisti. Tale equilibrio fu però rotto dall'uscita di scena degli otto delegati di questi due gruppi, che si ritirarono dal Congresso dopo che vennero respinte dagli "iskristi" le loro istanze organizzative: quelle degli economicisti per una struttura debole, quelle del Bund per una federazione di diversi gruppi socialisti, tra cui quello ebraico.
A quel punto i sostenitori di Lenin si trovarono in maggioranza in tutte le successive votazioni, il che portò a definirli bolscevichi (maggioritari), in contrapposizione ai sostenitori di Martov che furono detti menscevichi (minoritari). Del Collegio di redazione dell'Iskra entrarono a far parte Lenin, Martov e Plechanov, mentre nel Comitato centrale furono eletti esclusivamente bolscevichi: Kržižanovskij, Lengnik e Noskov. Nel corso dei due mesi successivi nell'organismo vennero cooptati anche Gusarov, Zemljačka, Krasin, Ėssen, Lenin e Gal'perin.